# 빈켈 도법
빈켈 도법(Winkel 圖法)은 독일 사람 오스발트 빈켈이 고안해낸 3개의 지도 투영법이다. 극을 점이 아닌 적도길이 절반의 직선으로 표시하는 것은 에케르트 도법과 비슷하다. 제1,제2도법은 의원통도법이고 빈켈 트리펠 도법은 극 및 적도외의 위선이 활 모양이다.